# Xenocryst

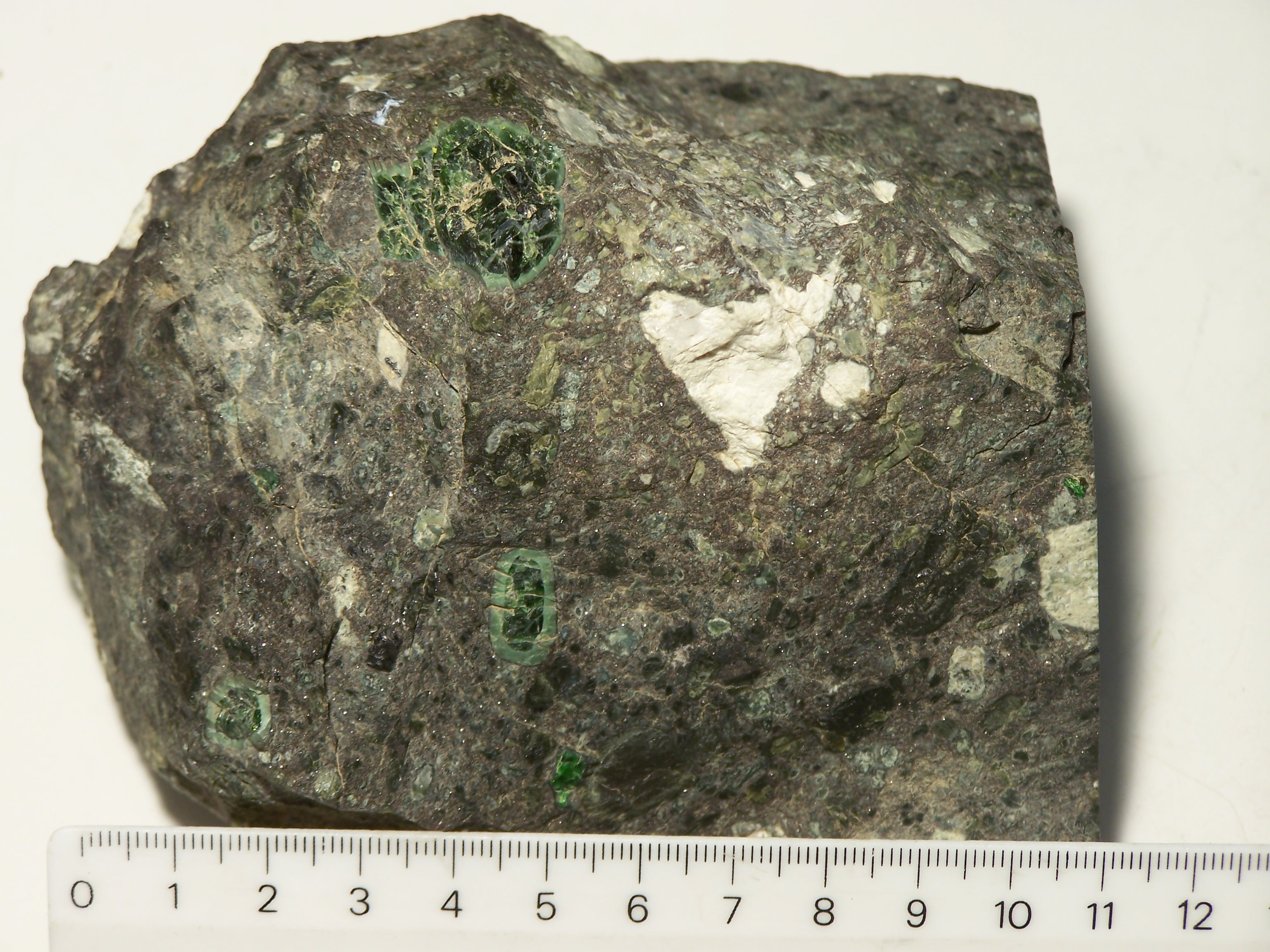
Kimberliet, een gesteente dat alleen als opvulling van diatremen voorkomt. Groene xenocrysten zijn omfaciet (clinopyroxeen).

Een xenocryst is in de petrologie een "vreemd" kristal in een stollingsgesteente, een kristal dat niet door kristallisatie van het magma zelf ontstond maar uit omringend gesteente werd meegenomen.
Xenocrysten kunnen overblijfsels zijn van gesteentefragmenten waarvan de rest gesmolten is, die in het magma terechtkwamen en in het magma meegenomen werden. Vanwege een hogere smelttemperatuur smolt de xenocryst niet.
Xenocrysten kunnen dienen als entkristallen bij homogene nucleatie als het magma afkoelt. Vanwege hun vreemde oorsprong kunnen xenocrysten daarnaast een samenstelling hebben die niet met het magma in chemisch evenwicht is. Daarom hebben ze vaak reactieranden van andere mineralen.
De economisch belangrijkste voorkomens van diamant zijn xenocrysten in kimberlieten. Een mineraal dat vanwege zijn hoge smelttemperatuur vaak als xenocrysten voorkomt is zirkoon.